# Абдул-Карим Бухари
Мир Абдул-Карим Бухари (перс. مير عبد الكريم بخارى‎; 2-я пол. XVIII века, Бухара — 1830, Константинополь) — персидский историк и путешественник.
Абдул-Карим Бухари принадлежал к бухарским сеидам, заведовал хозяйством при Мир Ала ад-Дине (1804). Он покинул родину в 1806 году и отправился в составе посольской делегации в Константинополь. В 1817 году им был написан краткий историко-географический обзор Центральной Азии, описывающий исторические события времён Ахмад-шаха Дуррани. В 1873—1874 годах этот труд на персидском языке был опубликован в Египте. В 1876 году был опубликован перевод на французский язык под названием «История Центральной Азии (Афганистан, Бухара, Хива, Коканд)» (фр. Histoire de l'Asie centrale (Afghanistan, Boukhara, Khiva, Khoquand)).